# 西村晶絵
西村 晶絵（にしむら あきえ）は、日本の文学者（フランス文学）。学位は博士（学術）（東京大学・2020年）。静岡県立大学国際関係学部講師・大学院国際関係学研究科講師。
独立行政法人日本学術振興会特別研究員、大谷大学真宗総合研究所東京分室PD研究員、盛岡大学文学部助教などを歴任した。

## 概要
フランス文学を専攻する東京都出身の文学者である。フランス人の作家と宗教思想、ジェンダー、および、セクシュアリティについての研究で知られている。日本学術振興会の特別研究員を経て、大谷大学で研究に従事し、盛岡大学、静岡県立大学で教鞭を執った。

## 来歴

### 生い立ち
東京都にて育ち、長じて慶應義塾大学に進学し、文学部の人文社会学科にて学んだ。2009年（平成21年）3月、慶應義塾大学を卒業し、学士の学位を取得した。東京大学の大学院に進学し、総合文化研究科の地域文化研究専攻にて学んだ。2011年（平成23年）3月、東京大学の大学院における修士課程を修了し、修士（学術）の学位を取得した。その後、フランス共和国に渡り、パリ第七大学の大学院に進学し、文学芸術映画研究科にて学んだ。2013年（平成25年）9月、パリ第七大学の大学院における修士課程を修了し、Master 2 ès lettres, arts et pensée contemporaineの学位を取得した。さらにパリ第四大学の大学院に進学し、フランス文学比較文学研究科にて学んだ。2015年（平成27年）3月、パリ第四大学の大学院における博士課程を中途退学した。

### 文学研究者として
大学院在籍時、文部科学省の独立行政法人である日本学術振興会に選任され、2014年（平成26年）4月に特別研究員となった。なお、日本に帰国してからは、複数の教育・研究機関の役職を兼任していた。2016年（平成28年）4月より関東学院大学にて国際文化学部の講師を非常勤で務めていた。同年4月からは東京家政学院大学にて現代生活学部の講師も非常勤で務めていた。その傍ら、母校である東京大学の大学院に再び進学し、総合文化研究科の地域文化研究専攻にて学んだ。2018年（平成30年）3月、東京大学の大学院における博士課程を単位取得満期退学した。2018年（平成30年）4月より電気通信大学にて情報理工学域の講師を非常勤で務めた。また、同年4月より相模女子大学にて学芸学部の講師を非常勤で務めた。
その後、大谷大学に採用され、2019年（平成31年）4月に真宗総合研究所の東京分室にPD研究員として配属された。2020年（令和2年）4月、盛岡大学に転じ、文学部の助教授として着任した。文学部においては、主として社会文化学科の講義に携わった。また、論文『アンドレ・ジッドとキリスト教――『病』と『悪魔』にみる『悪』の思想的展開』を執筆、東京大学より課程博士として2020年（令和2年）12月24日に博士（学術）の学位を取得した。2023年（令和5年）4月、静岡県立大学に転じ、国際関係学部にて常勤の講師として着任した。国際関係学部においては、主として国際言語文化学科の講義を担当した。なお、大学院においては国際関係学研究科の講師を兼務した。国際関係学研究科においては、主として比較文化専攻の講義を担当した。

## 研究
専門は文学であり、特にフランス文学に関する分野を研究した。具体的には19世紀後半から20世紀前半にかけてのフランス文学についての研究に従事していた。具体的にはフランス人作家と宗教思想との連関や、ジェンダーおよびセクシュアリティの問題についての研究に取り組んでいた。さらに、フランスの極右思想とキリスト教作家の関係性についても研究していた。特にアンドレ・ジッドについて研究しており、その思想を論じた『アンドレ・ジッドとキリスト教――〈病〉と〈悪魔〉にみる〈悪〉の思想的展開』を上梓している。この業績について、宗教学者の伊達聖伸は「初期から円熟期までの作品群を取りあげ、複雑なテーマにまとまりをつけることのできる視座から議論を一貫させて」いると指摘し「ひとつの明快なジッド像を提示したことは高く評価される」としている。その結果、渋沢・クローデル賞奨励賞が授与された。また、而立賞も授与されている。
学術団体としては日本フランス語フランス文学会などに所属した。

## 人物
学生時代に「宗教によって人間は不幸になることがあるのに、なぜ宗教は存在し続けるのか？」との疑問を感じたことが、のちの研究の方向性に影響を与えた。遠藤周作の『沈黙』に触れたことが、このような疑問を感じたきっかけだったという。のちにアンドレ・ジッドの『狭き門』にも同様の問題意識を感じたという。また、芸術と医学の関係性や、芸術家と病についての関係性についても興味を持つ。留学時にマックス・ノルダウの『退廃論』にも触れた。

## 略歴
- 2009年 - 慶應義塾大学文学部卒業[4]。
- 2011年 - 東京大学大学院総合文化研究科修士課程修了[4]。
- 2013年 - パリ第七大学大学院文学芸術映画研究科修士課程修了[4]。
- 2014年 - 日本学術振興会特別研究員[3]。
- 2015年 - パリ第四大学大学院フランス文学比較文学研究科博士課程中退[4]。
- 2016年 - 関東学院大学国際文化学部講師[3]。
- 2016年 - 東京家政学院大学現代生活学部講師[3]。
- 2018年 - 東京大学大学院総合文化研究科博士課程単位取得満期退学[1][4]。
- 2018年 - 電気通信大学情報理工学域講師[3]。
- 2018年 - 相模女子大学学芸学部講師[3]。
- 2019年 - 大谷大学真宗総合研究所東京分室PD研究員[3]。
- 2020年 - 盛岡大学文学部助教[3]。
- 2023年 - 静岡県立大学国際関係学部講師[1][3]。
- 2023年 - 静岡県立大学大学院国際関係学研究科講師。

## 賞歴
- 2021年 - 而立賞[12]。
- 2023年 - 渋沢・クローデル賞奨励賞[10][11]。

## 著作

### 単著
- 西村晶絵著『アンドレ・ジッドとキリスト教――〈病〉と〈悪魔〉にみる〈悪〉の思想的展開』彩流社、2022年。ISBN 978-4-7791-2836-3

### 註釈
1. ↑  パリ第七大学は、パリ第五大学と統合され、2019年にパリ大学が設置された。
2. ↑  パリ第四大学は、パリ第六大学と統合され、2018年にソルボンヌ大学が設置された。

## 関連人物
- 遠藤周作
- アンドレ・ジッド
- マックス・ノルダウ